# Dendryphantes niveornatus
Dendryphantes niveornatus är en spindelart som beskrevs av Mello-Leitao 1936. Dendryphantes niveornatus ingår i släktet Dendryphantes och familjen hoppspindlar. Inga underarter finns listade i Catalogue of Life.